# Baryscapus adalia
Baryscapus adalia är en stekelart som först beskrevs av Walker 1839.  Baryscapus adalia ingår i släktet Baryscapus och familjen finglanssteklar. Arten är reproducerande i Sverige. Inga underarter finns listade.